# Sierra de Vilgo
La sierra de Vilgo  es una sierra ubicada en la Provincia de La Rioja, Argentina, a la altura del paralelo 30° S, la misma posee elementos que van desde los 800 m s. n. m. a 3000 m de altura. Es la continuación de la Sierra de Famatina, y transcurre paralela a la sierra de Velazco,  se encuentra a unos 130 km en dirección suroeste de la ciudad de La Rioja, y en sus proximidades está el pueblo de Vilgo. Las sierras de Vilgo se conformaron durante el Carbonífero.
Por sus inmediaciones fluye el río Talampaya por un profundo cañón.
En la zona la precipitación es de apenas 100 a 200 mm anuales. La escasa vegetación se compone mayormente de plantas xerófilas y cactáceas. 